# Jardín botánico de Hangzhou
El jardín botánico de Hangzhou (en chino, 杭州植物园 (浙江)) o en pinyin, Hangzhou  Zhiwuyuan, es un parque y jardín botánico de 285 hectáreas de extensión que se encuentra próximo al Lago del Oeste (West Lake) y a la ciudad de Hangzhou en China.
Depende administrativamente de la municipalidad de Hangzhou. 
Presenta trabajos para la Agenda Internacional para la Conservación en los Jardines Botánicos.
El código de identificación internacional del Jardín Botánico de Hangzhou, así como las siglas de su herbario es HHBG.

## Localización
El "Jardín Botánico de Hangzhou", se encuentra situado en las colinas al noroeste de Lago del Oeste en Hangzhou, entre Lingyin y Yuquan. 
Jardín Botánico de Hangzhou Taoyuanling, Yuquan Hangzhou West Lake District, Yuen Ling 1
Hangzhou Zhejiang 310013, China.
Planos y vistas satelitales.30°16′19.92″N 120°10′14.88″E / 30.2722000, 120.1708000
- Altitud 30 a 110 m s. n. m.
- Temperatura media anual 18.7 °C
- Promedio de lluvia anual 1143 mm.

## Historia
Fue originalmente una maleza, campos desolados con restos de templos marcados de tumbas.
El jardín botánico de Hangzhou fue establecido en 1956 un instituto de investigación en China para introducción de plantas cultivadas, con una superficie total de 284,64 hectáreas, tiene una taxonomía de las plantas, las plantas económicas, plantas de bambú, plantas ornamentales, árboles, jardín del paisaje, nueve áreas de exposición y cuatro zonas experimentales .
El jardín botánico no pertenece aún como miembro del Botanic Gardens Conservation International, si bien pertenece al International Agenda Registrant.

## Colecciones
Alberga tres mil especies de plantas sembradas, más de cincuenta mil ejemplares recolectados en el ámbito internacional. Más de cuarenta países han establecido una relación de cooperación con el intercambio de información sobre los árboles jóvenes plantados en la zona. 
Son de destacar:

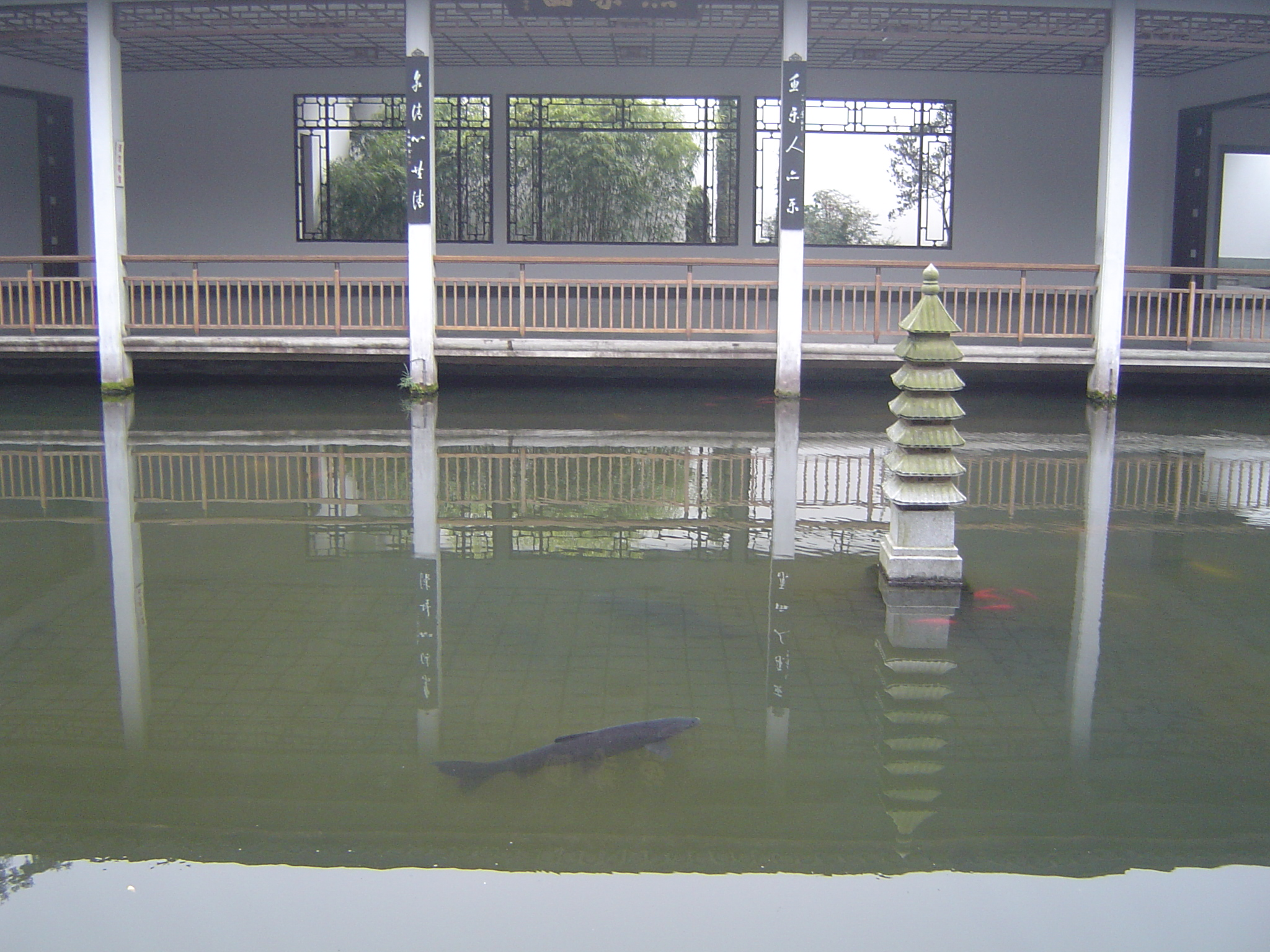
Estanque con agua del "Manantial Yuquan" dentro del parque del jardín botánico. Los peces de este manantial son reconocidos como los más grandes de su especie en China.

- Sección de evolución de las plantas, donde se llevan a cabo experimentos de cultivos de plantas.
- Jardín de plantas tradicionales, donde las plantas medicinales tradicionales se cultivan y se cosechan.
- Jardín de plantas de interés económico, donde se cultivan y se cosechan plantas de interés económico procedentes de todo el mundo.
- "Parque Forestal de la Montaña Yuquan" (Forest Park), que se encuentra en un área de 30,6 hectáreas, con su terminación y apertura en 1997. Parque que recoge todo tipo de plantas, más de 570 géneros y 80 familias 170 especies, divididas en zona dedicada a celebridades, actividades para jóvenes de cuatro comunidades, reservas naturales, Arboretum. Forest Park, fue construido por 200 jóvenes procedentes de Zhejiang, Gran Bretaña, Estados Unidos, Francia y otros 15 países para crear un "bosque chino del siglo de la juventud"
- "Manantial Yuquan" manantial de aguas cristalinas, nombrado como del Jade, es uno de los tres manantiales más reconocidos de la zona, famoso por los grandes peces que se encuentran en sus aguas considerados como los de mayor tamaño de su especie en China.[3] En Yuquan hay restos de antiguos templos, construidos en la dinastía Song del Sur que fueron construidos durante el primer año, llamado Yuquan. En la Dinastía Qing el emperador Kangxi, construyó el templo Qing Lian, que fue destruido por Xianfeng años después. En esta zona están ubicadas las oficinas del parque, ahora Yuquan tiene una superficie total de 21 hectáreas.
- "Colecciones especiales" de Acer, Camellia, Carpinus, Cinnamomum, Dioscorea, Magnolia, Osmanthus, Phyllostachys, Rhododendron, Rosa.
- Invernadero de exhibiciones es una estructura de invernaderos de plantas de nueva construcción del 2006 que consta de dos ambientes separados:
  - Plantas tropicales, con plantas tropicales procedentes del sudeste de Asia y otras regiones del mundo.
  - Plantas de los desiertos, con una colección de suculentas y cactus procedentes de todo el mundo.

## Servicios
- Salas de exposiciones
- Restaurantes
- Puestos de venta